# Nassarius olomea
Nassarius olomea är en snäckart som beskrevs av E. Alison Kay 1979. Nassarius olomea ingår i släktet nätsnäckor, och familjen Nassariidae. Inga underarter finns listade i Catalogue of Life.